# Ulica Krochmalna w Lublinie
Ulica Krochmalna w Lublinie – arteria komunikacyjna w Lublinie. Stanowi główną drogę dzielnicy administracyjnej Za Cukrownią. Przebiega z jednej strony pomiędzy Bystrzycą, a z drugiej – torami linii kolejowych nr 68 i nr 7. Na odcinku pomiędzy rondami Represjonowanych Żołnierzy-górników i Narodowych Sił Zbrojnych stanowi fragment obwodnicy miejskiej

## Historia
Nazwa ulicy pochodzi od Fabryki Syropu Ziemniaczanego (krochmalni) założonej w 1909 przy ul. Betonowej 5. Ulica powstała w miejscu drogi prowadzącej z Piask do przeprawy przez Bystrzycę na Czubach. Wzdłuż niej były wznoszone budynki przemysłowe (wspomniana krochmalnia, cukrownia, zakład rektyfikacji, fabryka wag oraz betoniarnia). Wzdłuż torów kolejowych ulokowano składy. Ponadto przy ulicy rozciągały się tereny wyścigów konnych oraz łąki, na których organizowano wystawy rolnicze. 
Na przełomie XIX i XX w. wybudowano budynki mieszkalne. Były to między innymi dwie kamienice dla pracowników cukrowni, nawiązujące do architektury baroku oraz pałacyk dyrektorski. 
W okresie II wojny światowej przy ul. Krochmalnej funkcjonował największy w Lublinie obóz przejściowy dla osób wywożonych na roboty przymusowe do III Rzeszy. 

## Przebieg
Ma długość ponad 2 km. Przez większą część trasy jest jednojezdniowa z jednym pasem ruchu w każdą stronę. Od ronda Represjonowanych Żołnierzy-Górników jest dwujezdniowa. Droga w ciągu obwodnicy biegnie bezkolizyjnie na estakadzie, natomiast pod nią znajduje się wspomniane rondo i kolizyjne połączenie ulic Diamentowej i Krochmalnej. Stanowi więc węzeł typu B. Wzdłuż całej długości ulicy poprowadzono drogę rowerową.

## Obiekty
Dominuje architektura przemysłowa związana z charakterem dzielnicy. Przy Krochmalnej stoją wspomniane budynki z przełomu XIX i XX wieku, w tym budynki zlikwidowanej Cukrowni „Lublin”, Fabryka Cukierków „Pszczółka” i Stock Polska. Znajdują się tam także kościół św. Teresy od Dzieciątka Jezus, wybudowany w latach 30. XX w. oraz budynki oświatowe.
We wrześniu 2014 otworzono w pobliżu ul. Krochmalnej nowy stadion miejski Arena Lublin. Wiązało się to z wybudowaniem ronda i wyburzeniem 20 budynków przy ul. Krochmalnej i Nadłącznej.
W pobliżu znajdują się dworzec kolejowy Lublin Główny i dworzec metropolitalny (w budowie). W związku z budową tego ostatniego do końca pierwszej połowy 2022 ulica zostanie zmodernizowana, plac postojowy dla busów i autobusów na 120 pojazdów oraz budynek z zapleczem socjalno-technicznym dla kierowców.
W 2022 w sąsiedztwie historycznych budynków Stock Polska (byłej Rektyfikacji Lublin) zostanie wzniesiona nowoczesna gorzelnia. Z kolei „Pszczółka”, która przeniosła produkcję do strefy ekonomicznej, postanowiła sprzedać nieruchomości przy ul. Krochmalnej. Będą one mogły zostać wykorzystane na cele mieszkaniowe i usługowe. Także w 2022 w sąsiedztwie ul. Krochmalnej ma powstać Lubelska Akademia Futbolu sponsorowana przez Zbigniewa Jakubasa.